# Kannankurichi
Kannankurichi è una suddivisione dell'India, classificata come town panchayat, di 16.026 abitanti, situata nel distretto di Salem, nello stato federato del Tamil Nadu. In base al numero di abitanti la città rientra nella classe IV (da 10.000 a 19.999 persone).

## Geografia fisica
La città è situata a 11° 42' 21 N e 78° 11' 02 E.

## Società

### Evoluzione demografica
Al censimento del 2001 la popolazione di Kannankurichi assommava a 16.026 persone, delle quali 8.198 maschi e 7.828 femmine. I bambini di età inferiore o uguale ai sei anni assommavano a 1.832, dei quali 936 maschi e 896 femmine. Infine, coloro che erano in grado di saper almeno leggere e scrivere erano 9.959, dei quali 5.716 maschi e 4.243 femmine.